# Muskarinski acetilholinski receptor M4
Muskarinski acetilholinski receptor M4 (muskarinski holinergijski receptor 4, CHRM4), je protein koji je kod ljudi kodiran  genom.

## Funkcije
Muskarinski acetilholinski receptori pripadaju velikoj familiji G protein spregnutih receptora. Funkcionalna raznovrsnost ovih receptora je definisana vezivanjem acetilholina, i obuhvata ćelijske odgovore poput inhibicije adenilat ciklaze, fosfoinozitidne degeneracije i modulacije kalijumovih kanala. Muskarinski receptori posreduju mnoge efekte acetilholina u centralnom i perifernom nervnom sistemu. Klinički značaj ovoj receptora nije poznat; međutim, studije na miševima su ustanovile vezu između njegovog dejstva i inhibicije adenilil ciklaze.
M4 muskarinski receptori deluju kao inhibitorni autoreceptori za acetilholin. Aktivacija M4 receptora inhibira oslobađanje acetilholina u striatumu. M2 podtip acetilholinksog receptora deluje na sličan način, kao inhibitorni autoreceptor acetilholinskog otpuštanja, mada taj receptor deluje prvenstveno u hipokampusu i cerebralnom korteksu.
Muskarinski acetilholinski receptori imaju regulatorno dejstvo na dopaminergijsku neurotransmisiju. Aktivacija M4 receptora u striatumu inhibira D1-indukovanu lokomotornu stimulaciju kod miševa. Miševi koji su deficitarni u M4 receptorima ispoljavaju povećanu lokomotornu stimulaciju u odgovoru na D1 agoniste, amfetamin i kokain. Neurotransmisija u striatumu utiče na ekstrapiramidalnu motornu kontrolu, tako da alteracije  M4 aktivnosti mogu da doprinosu oboljenjima poput Parkinsonove bolesti.

## Ligandi
- acetilholin
- karbahol
- oksotremorin

### Alosterni agonisti
- [9]
- [10]

### Antagonisti
- (mešoviti M2/M4 antagonist, N-[2-[2-[(dipropilamino)metil]-1-piperidinil]etil]-5,6-dihidro-6-okso-11H-pirido[2,3-b][1,4]benzodiazepin-11-karboksamid
- Dicikloverin[11]
- Himbacin
- Mamba toksin 3[12]
- etil estar (3,6a,11,14-tetrahidro-9-metoksi-2-metil-(12H)-izohino[1,2-b]pirolo[3,2-f][1,3]benzoksazin-1-karboksilne kiseline
- Tropikamid - umereno selektivan u odnosu na druge muskarinske podtipove (oko 2-5 puta)[13]

## Literatura
- Goyal RK; Underhill, Lisa H.; Goyal, Raj K. (1989). „Muscarinic receptor subtypes. Physiology and clinical implications.”. N. Engl. J. Med. 321 (15): 1022—9. PMID 2674717. doi:10.1056/NEJM198910123211506.
- Brann MR; Ellis J; Jørgensen H;  . (1994). „Muscarinic acetylcholine receptor subtypes: localization and structure/function.”. Prog. Brain Res. 98: 121—7. PMID 8248499. doi:10.1016/S0079-6123(08)62388-2.
- Grewal RP; Martinez M; Hoehe M;  . (1992). „Genetic linkage mapping of the m4 human muscarinic receptor (CHRM4).”. Genomics. 13 (1): 239—40. PMID 1577490. doi:10.1016/0888-7543(92)90236-L.
- Detera-Wadleigh SD, Wiesch D, Bonner TI (1989). „An SstI polymorphism for the human muscarinic acetylcholine receptor gene, m4 (CHRM 4).”. Nucleic Acids Res. 17 (15): 6431. PMC 318330 . PMID 2570410. doi:10.1093/nar/17.15.6431.
- Ashkenazi A, Ramachandran J, Capon DJ (1989). „Acetylcholine analogue stimulates DNA synthesis in brain-derived cells via specific muscarinic receptor subtypes.”. Nature. 340 (6229): 146—50. PMID 2739737. doi:10.1038/340146a0.
- Bonner TI, Buckley NJ, Young AC, Brann MR (1987). „Identification of a family of muscarinic acetylcholine receptor genes.”. Science. 237 (4814): 527—32. PMID 3037705. doi:10.1126/science.3037705.
- Bonner TI, Young AC, Brann MR, Buckley NJ (1990). „Cloning and expression of the human and rat m5 muscarinic acetylcholine receptor genes.”. Neuron. 1 (5): 403—10. PMID 3272174. doi:10.1016/0896-6273(88)90190-0.
- Peralta EG; Ashkenazi A; Winslow JW;  . (1988). „Distinct primary structures, ligand-binding properties and tissue-specific expression of four human muscarinic acetylcholine receptors.”. EMBO J. 6 (13): 3923—9. PMC 553870 . PMID 3443095.
- van Koppen CJ, Lenz W, Nathanson NM (1993). „Isolation, sequence and functional expression of the mouse m4 muscarinic acetylcholine receptor gene.”. Biochim. Biophys. Acta. 1173 (3): 342—4. PMID 7916637.
- Haga K; Kameyama K; Haga T;  . (1996). „Phosphorylation of human m1 muscarinic acetylcholine receptors by G protein-coupled receptor kinase 2 and protein kinase C.”. J. Biol. Chem. 271 (5): 2776—82. PMID 8576254. doi:10.1074/jbc.271.5.2776.
- von der Kammer H; Mayhaus M; Albrecht C;  . (1998). „Muscarinic acetylcholine receptors activate expression of the EGR gene family of transcription factors.”. J. Biol. Chem. 273 (23): 14538—44. PMID 9603968. doi:10.1074/jbc.273.23.14538.
- Oldenhof J; Vickery R; Anafi M;  . (1998). „SH3 binding domains in the dopamine D4 receptor.”. Biochemistry. 37 (45): 15726—36. PMID 9843378. doi:10.1021/bi981634.
- Sato KZ; Fujii T; Watanabe Y;  . (1999). „Diversity of mRNA expression for muscarinic acetylcholine receptor subtypes and neuronal nicotinic acetylcholine receptor subunits in human mononuclear leukocytes and leukemic cell lines.”. Neurosci. Lett. 266 (1): 17—20. PMID 10336173. doi:10.1016/S0304-3940(99)00259-1.
- Dias Neto E; Correa RG; Verjovski-Almeida S;  . (2000). „Shotgun sequencing of the human transcriptome with ORF expressed sequence tags.”. Proc. Natl. Acad. Sci. U.S.A. 97 (7): 3491—6. PMC 16267 . PMID 10737800. doi:10.1073/pnas.97.7.3491.
- Wang H; Han H; Zhang L;  . (2001). „Expression of multiple subtypes of muscarinic receptors and cellular distribution in the human heart.”. Mol. Pharmacol. 59 (5): 1029—36. PMID 11306684.
- Buchli R; Ndoye A; Arredondo J;  . (2002). „Identification and characterization of muscarinic acetylcholine receptor subtypes expressed in human skin melanocytes.”. Mol. Cell. Biochem. 228 (1–2): 57—72. PMID 11855742. doi:10.1023/A:1013368509855.
- McClatchy DB; Knudsen CR; Clark BF;  . (2002). „Novel interaction between the M4 muscarinic acetylcholine receptor and elongation factor 1A2”. J. Biol. Chem. 277 (32): 29268—74. PMID 12048193. doi:10.1074/jbc.M203081200.
- Dean B; McLeod M; Keriakous D;  . (2003). „Decreased muscarinic1 receptors in the dorsolateral prefrontal cortex of subjects with schizophrenia”. Mol. Psychiatry. 7 (10): 1083—91. PMID 12476323. doi:10.1038/sj.mp.4001199.